# Renningen (Landschaftsschutzgebiet)
Renningen ist ein Landschaftsschutzgebiet (Schutzgebietsnummer 1.15.090) im Landkreis Böblingen. 

## Lage und Beschreibung
Das Schutzgebiet entstand durch Verordnung des Landratsamts Böblingen vom 5. Februar 1996, die mehrere Schutzgebiete umfasste. Mit dem Inkrafttreten dieser Verordnung traten die Verordnungen des ehemaligen Landratsamts Leonberg über die Landschaftsschutzgebiete Tiefental vom 31. Oktober 1964, Bei der Rankmühle vom 26. September 1967 und Nördlich Merklingen vom 14. November 1968 für das Gebiet der Stadt Renningen mit den Gemarkungen Renningen und Malmsheim außer Kraft.
Das Landschaftsschutzgebiet besteht aus fünf Teilgebieten. Der überwiegende Teil liegt westlich und südlich des Renniger Teilorts Malmsheim. Es gehört zum Naturraum 122-Obere Gäue innerhalb der naturräumlichen Haupteinheit 12-Neckar- und Tauber-Gäuplatten. Im Süden grenzt das Landschaftsschutzgebiet Nr. 1.15.027 Heckengäu-Weil der Stadt an.

## Schutzzweck
Wesentlicher Schutzzweck ist gemäß Schutzgebietsverordnung die Erhaltung, Sicherung und Wiederherstellung der Vielfalt, Eigenart und Schönheit der Kulturlandschaft in ihrer Funktion für den Naturhaushalt, als Lebensraum der heimischen Tier- und Pflanzenwelt und als Erholungsraum. Das Landschaftsschutzgebiet soll vor störenden und beeinträchtigenden Veränderungen bewahrt werden. Das Gebiet soll vor weiterer Zersiedelung geschützt werden.
Erhalten werden sollen insbesondere die landschaftlich reizvolle typischen Heckengäulandschaft mit ökologisch wertvollen Hecken, Steinriegeln, Feldgehölzen, Streuobstwiesen und sehr wertvollen Magerrasenflächen sowie die landschaftlich ansprechenden offenen Talsenken mit Bachläufen und bachbegleitenden Gehölzsäumen und den ökologisch wertvollen Feuchtwiesen- und Röhrichtbeständen.